# Sumgait kraftverk

Sumgait kraftverk (azerbajdzjanska: Sumqayıt İstilik Elektrik Stansiyası), är ett kombinerat gas-/oljekraftverk i Sumgait i östra Azerbajdzjan. Den har en installerad produktionskapacitet på 506 MW, fördelat på tre lika stora ångturbiner från Siemens. Anläggningen stod färdig 2009. Bränslekällor är naturgas och petroleum. Kraftverket ägs och drivs av det statligt ägda azerbajdzjanska energiföretaget Azärenerji.